# Сынтулка
Сынтулка или Сынтул — река в России, протекает в Рязанской и Владимирской областях. Впадает в Оку в 408 км от её устья по левому берегу. Длина реки составляет 36 км, площадь водосборного бассейна — 322 км².
Слово «Сынтул» предположительно дославянского, финно-угорского происхождения. Его значение неизвестно.

## Притоки (км от устья)
- 5,5 км: река Макарье (лв)
- 18.9 км: река Юклановка (лв)

## Достопримечательности
Благодаря плотине Сынтульского чугунолитейного завода на реке образован Сынтульский пруд, протянувшийся от д. Вырково до пгт Сынтул.
Для поддержания гидрологического режима реки Сынтулки, формирования рекреационной зоны и сохранения популяций редких видов растений и животных решением Рязанского облисполкома «О признании водных объектов памятниками природы» от 30 декабря 1974 г. № 366 организован гидрологический памятник природы «Сынтульское озеро-пруд» площадью 104 га.
На Сынтульском озере-пруде расположен Рязанский Федеральный центр гребного спорта — тренировочная база основного состава сборной России по гребле на байдарках и каноэ.

## Данные водного реестра
По данным государственного водного реестра России относится к Окскому бассейновому округу, водохозяйственный участок реки — Ока от водомерного поста у села Копоново до впадения реки Мокша, речной подбассейн реки — бассейны притоков Оки до впадения Мокши. Речной бассейн реки — Ока.
Код объекта в государственном водном реестре — 09010102312110000026689.